# کورین بروکس مید
کورین بروکس مید (انگلیسی: Corrin Brooks-Meade؛ زادهٔ ۱۹ مارس ۱۹۸۸) بازیکن فوتبال اهل بریتانیا است.
از باشگاه‌هایی که در آن بازی کرده‌است می‌توان به باشگاه فوتبال فولام، باشگاه فوتبال دارلینگتون، باشگاه فوتبال ای‌اف‌سی ویمبلدون، و باشگاه فوتبال لوس اشاره کرد.
وی همچنین در تیم ملی فوتبال مونتسرات بازی کرده‌است.